# Kadetten (1941)
Kadetten ist ein 1939 gedrehter deutscher Spielfilm von Karl Ritter. Die Hauptrolle spielt Mathias Wieman als Rittmeister von Tzülow. Der Film beruht auf einer Begebenheit im Siebenjährigen Krieg. Als im Herbst 1760 Berlin von russischen Truppen besetzt wird, zieht sich die preußische Armee mit den älteren Kadettenjahrgängen in die Festung Spandau zurück. Nur die jüngsten Jahrgänge bis zwölf Jahren bleiben im Kadettenhaus in Berlin. Entgegen einer Vereinbarung zwischen den Kriegsparteien werden sie gefangen genommen und nach Osten verschleppt. Der bereits 1939 fertiggestellte Film wurde aus politischen Gründen erst nach dem deutschen Angriff auf die Sowjetunion 1941 uraufgeführt.
Es handelt sich heute um einen Vorbehaltsfilm der Friedrich-Wilhelm-Murnau-Stiftung. Er gehört damit zum Bestand der Stiftung, ist nicht für den Vertrieb freigegeben, und darf nur mit Zustimmung und unter Bedingungen der Stiftung gezeigt werden.

## Handlung
Im Siebenjährigen Krieg belagern russische Soldaten Berlin. Zum Schutz der Zivilbevölkerung vereinbaren die Kriegsparteien, dass die preußischen Soldaten sich in die Festung Spandau zurückziehen. Die in Berlin verbleibenden jüngsten Kadetten des Berliner Kadettenhauses werden entgegen der Vereinbarung als Kriegsgefangene festgenommen. Unter großen Strapazen werden sie nach Osten verschleppt. Als ein Fluchtversuch einiger Kadetten scheitert, beschließt der russische Kommandant Goroschew – ein Kosakenoberst – jeden zehnten Kadetten zu erschießen. Dies nimmt der zuvor von der preußischen Armee zu den Russen übergelaufene Rittmeister von Tzülow zum Anlass, erneut die Seiten zu wechseln. In einer Schlüsselszene summt er das „Lied der Kadetten“ als Zeichen seiner Unterstützung. Unter dem Kommando von Rittmeister von Tzülow verschanzen sich die Kadetten in einem aufgegebenen Fort. Ein Kadett wird zu Pferd zu den preußischen Truppen geschickt, um Hilfe zu holen. Als die preußischen Truppen eintreffen, ist Rittmeister von Tzülow gefallen. Die Russen rücken ab und die jungen Kadetten kehren unter dem Jubel der Berliner Bevölkerung in ihre Heimat zurück.

## Musik
Bekannt ist das im Film intonierte „Lied der Kadetten“. Frühfassungen des Liedes gibt es ab dem 17. Jahrhundert. Veröffentlicht wurde der Text 1916. Der Liedtext im Film weicht von der 1916 veröffentlichten Fassung ab. Felix Lützkendorf, Autor der Drehbuchvorlage „Kadetten des großen Königs“, fasste zwei Strophen zusammen und dichtete eine neue dritte Strophe hinzu.

## Produktionsnotizen
Der Film wurde von der Universum-Film AG Berlin unter der Herstellungsleitung von Karl Ritter zwischen dem 30. März und August 1939 an Drehorten in Berlin und Potsdam produziert. Die Kadetten wurden zum Teil von Schülern der Nationalpolitischen Erziehungsanstalt in Potsdam gespielt. Die Uraufführung des Films war für den 5. September 1939 auf dem 11. Reichsparteitag der NSDAP in Nürnberg vorgesehen, wie der Film-Kurier in seiner Ausgabe vom 16. August 1939 ankündigte. Als im August 1939 der Deutsch-sowjetische Nichtangriffspakt geschlossen wurde, passte der Film nicht mehr ins politische Klima und wurde verboten. Erst nach dem deutschen Angriff auf die Sowjetunion wurde Kadetten am 2. Dezember 1941 in Danzig uraufgeführt.
Die Filmbauten stammen von Walter Röhrig, das Drehbuch basierte auf einer Idee von Alfons Menne. Die Aufnahmeleitung bei dieser Produktion hatte Ludwig Kühr. Die Produktionskosten beliefen sich auf etwa 881.000 RM.

## Auszeichnungen und Rezeption
Der Film erhielt von der Filmprüfstelle die Prädikate „staatspolitisch wertvoll“ und „jugendwert“. Mit Letzterem war er als Lehrfilm für Jugendfilmstunden der Reichsjugendführung geeignet.
Der Film-Kurier verkündete in seiner Ausgabe vom 4. April 1939 mit einigem Pathos die geistespolitische Absicht, die hinter Kadetten stand: „Ein Jugendfilm, in dem gezeigt wird, aus welchem Holz die künftigen Offiziere geschnitzt sein müssen.“
Bogusław Drewniaks schrieb in Der deutsche Film 1938–1945 über Ritters Inszenierung: „Wie in den Filmen ‚Unternehmen Michael‘ oder auch ‚Urlaub auf Ehrenwort‘, so schilderte er [Ritter] auch in den ‚Kadetten‘ nicht ein Einzelschicksal, sondern das einer Gemeinschaft. Die Fabel war nicht nur heldisch, sondern auch preußisch ausgerichtet. […] Die Jungen -- die Gegenüberstellung der verschiedenen Jugendtypen war markig profiliert -- bissen die Zähne zusammen und zeigten weder Furcht noch Schwäche.“
Nach Ende des Zweiten Weltkrieges wurde Kadetten als NS-Propagandafilm und deshalb als Vorbehaltsfilm eingestuft. Seine öffentliche Aufführung ist seitdem nur eingeschränkt möglich. Heute beansprucht die Friedrich-Wilhelm-Murnau-Stiftung die Auswertungsrechte.